# Lemnia
Lemnia (węg. Lemhény) – wieś w Rumunii, w okręgu Covasna, w gminie Lemnia. W 2011 roku liczyła 1936 mieszkańców.